# Gossypium arboreum

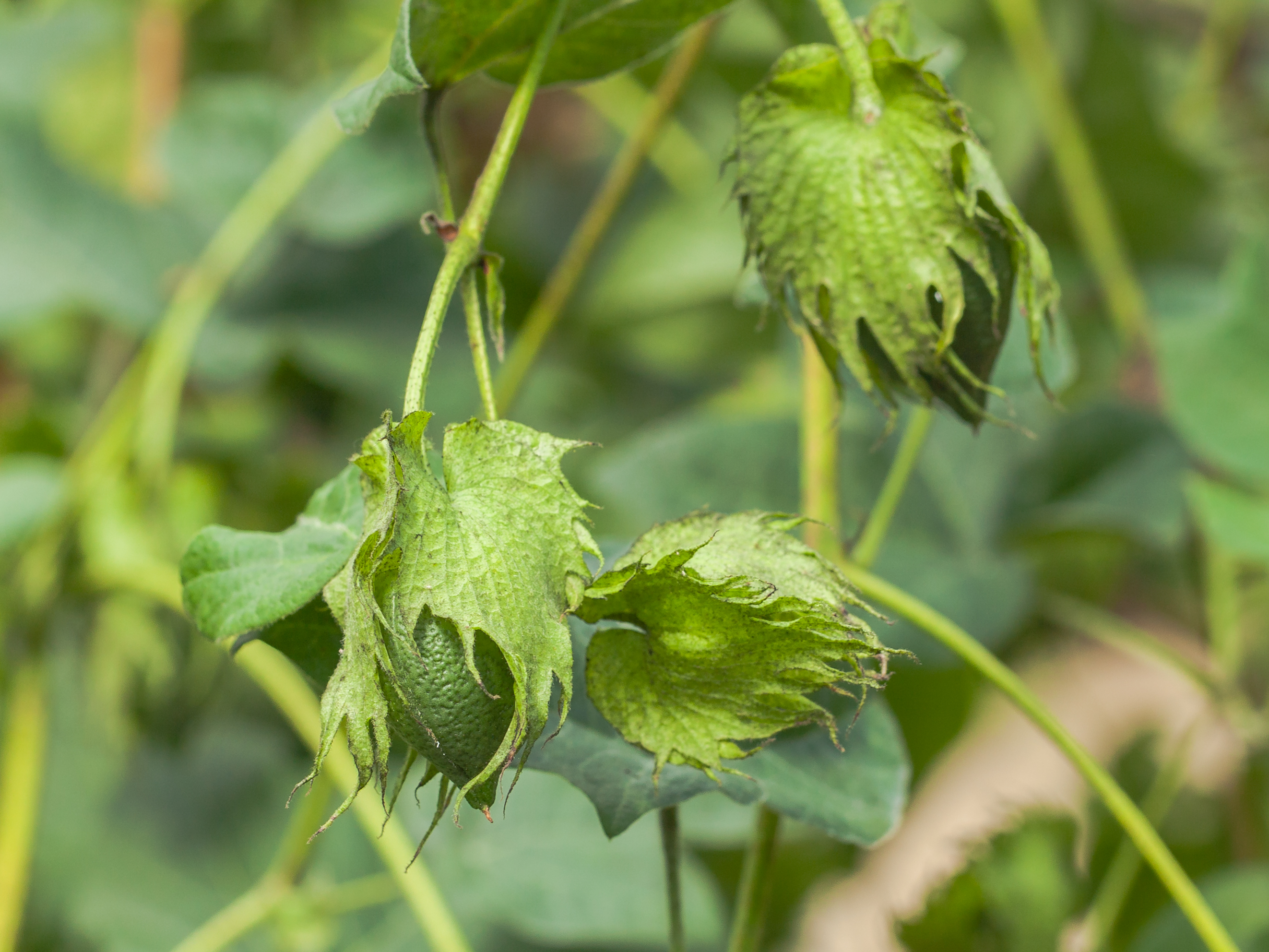
Detailsicht der Frucht

Gossypium arboreum ist eine Pflanzenart aus der Gattung Baumwolle (Gossypium). Sie stammt aus dem tropischen Asien und wird zur Gewinnung von Baumwollfasern angebaut.

## Beschreibung
Gossypium arboreum ist ein ausdauernder Strauch oder Halbstrauch, der eine Wuchshöhe von 2 bis 3 m erreicht. Die Sprossachse ist dunkelrot, junge Zweige sind behaart. Die Laubblätter sind drei- bis siebenlappig. Die Blattlappen sind lanzettlich bis oval. Das Blatt ist im Umriss oval bis rundlich mit einem Durchmesser von 4 bis 8 cm. Der Blattstiel ist 1,5 bis 10 cm, nach anderen Angaben 2 bis 4 cm lang. Der Blattstiel und beide Blattseiten sind behaart, besonders die Blattadern. Die Nebenblätter sind sehr schmal, sie fallen bald ab.
Die Blüten stehen einzeln in den Blattachseln. Die Blütenstiele sind 1,5 bis 2,5 Zentimeter lang und behaart. Der Außenkelch besteht aus drei an der Basis miteinander verwachsenen Hüllblättern. Sie sind 2,5 cm lang, auf den Adern behaart, vorne mit drei oder vier nicht sehr langen Zacken, am Grund herzförmig. Der schüsselförmige Kelch ist undeutlich fünflappig. Die Kronblätter sind gelblich, sie können an der Basis je einen rötlichen Fleck besitzen. Sie messen 3 bis 5 cm Länge. Die Columna ist 1,5 bis 2 cm lang. 
Die hängende Kapselfrucht ist dreiteilig, selten bis fünfteilig, oval oder länglich, vorne geschnäbelt. Sie wird bis 3 cm lang. Die ovalen Samen sind 0,5 bis 0,8 cm groß. Sie sind von langen weißen Fasern sowie kurzen, relativ fest haftenden Fasern umgeben.
Die Chromosomenzahl beträgt 2n = 26.

## Verbreitung
Gossypium arboreum stammt aus Indien und Sri Lanka. Sie wird vor allem im tropischen Asien und Afrika kultiviert.

## Verwendung
Gossypium arboreum ist ein Lieferant von Baumwollfasern.